# FreeOTFE
FreeOTFE is opensourcesoftware om gegevens te versleutelen op bijvoorbeeld een draagbare gegevensdrager. FreeOTFE is beschikbaar voor Windows en Windows Mobile.

## Algoritmen

### Encryptiemethode
Versleuteling kan geschieden met de volgende algoritmen:
| - AES - Blowfish - CAST5 / CAST6 - DES / 3DES | - MARS - RC6 - Serpent - Twofish |

### Hashfunctie
| - MD2 - MD4 - MD5 - RIPEMD-128 - RIPEMD-160 - RIPEMD-224 - RIPEMD-320 | - SHA-1 - SHA-224 - SHA-256 - SHA-384 - SHA-512 - Tiger - Whirlpool |